# Andé
Andé település Franciaországban, Eure megyében. Lakosainak száma 1324 fő (2022. január 1.). Andé Herqueville, Muids, Vironvay, Saint-Pierre-du-Vauvray és Porte-de-Seine községekkel határos.

## Népesség
A település népességének változása:
| Lakosok száma | 405  | 667  | 966  | 1043 | 1162 | 1253 | 1288 | 1303 | 1304 | 1324 |
|               | 1968 | 1982 | 1990 | 2006 | 2013 | 2015 | 2017 | 2019 | 2020 | 2022 |